# Jezioro Trąbińskie
Jezioro Trąbińskie – jezioro w woj. kujawsko-pomorskim, w powiecie rypińskim, w gminie Brzuze, leżące na terenie Pojezierza Dobrzyńskiego. Jezioro polodowcowe, rynnowe z urozmaiconą linią brzegową.
Powierzchnia zwierciadła wody wynosi 49,1 ha. Położone jest ono na wysokości 110 m n.p.m. Średnia głębokość jeziora wynosi 6 m, natomiast maksymalna 16 m. Według badań z 1998 r. stan czystości wód określono na III klasę. Bezpośrednią zlewnię jeziora stanowią głównie pola uprawne.